# 珠洲デカ曳山
珠洲デカ曳山まつり（すずデカひきやままつり）は、毎年7月最終日曜日に石川県珠洲市宝立町鵜島の海岸で開催される曳山イベント。1958年（昭和33年）まで、鵜島の海岸で曳かれていたデカ曳山を再現し、鵜島から見附島までの砂浜約2kmを曳き出す。前日の土曜日には前夜祭が行われる。
NPO法人の珠洲デカ曳山保存会が建造し保存している。

## 概要
鵜島では昭和30年代初頭まで南黒丸、中鵜島、宗玄の3地区が3基のデカ曳山を見附島から宗玄の間の塩田が広がる砂浜を曳き回していた。しかし砂浜の浸食が進んだため1958年（昭和33年）に護岸堤防を建設したことによってデカ曳山を曳けなくなった。そこで鵜島の5地区が新たに小型の曳山を建造し道路を曳き回すこととなった。これが現在まで続く鵜島の曳山祭りであるが、その後デカ曳山が曳かれることはなかった。
2008年（平成20年）に入り、旧黒丸地内にて1958年（昭和33年）当時のコマ（車輪）が見つかったことを受け、奥能登の伝統芸能の継承のため、デカ曳山の復活と保存また、地域振興を目的にNPO法人珠洲デカ曳山保存会を設立、このコマ（車輪）の大きさとこれまでに残る写真から大きさを割り出し、約50年ぶりにデカ曳山1基を再建し砂浜を曳き回した。その後2010年（平成22年）から正式に「珠洲デカ曳山まつり」というイベント名が付けられ今日まで継続されている。まつり当日は一般観光客が砂浜で曳くことができる。2015年（平成27年）までは毎年10月第2日曜日に行われていた。

## 曳山（デカ曳山）
デカ曳山は鵜島海岸・見附島を望む場所に建てられている「珠洲デカ曳山展示場」に展示されている。なお、見学は国民宿舎能登路荘もしくは見付茶屋に連絡する必要がある。
- 高さ: 約18.5m
- 横幅: 約12m
- 幅: 約3m（上に付いている岩山も含む)
- 重量: 約20t
- 人形の制作は担い手継承を目的に、鵜島地区の有志が毎年作り替えている。

### 飾られた題材

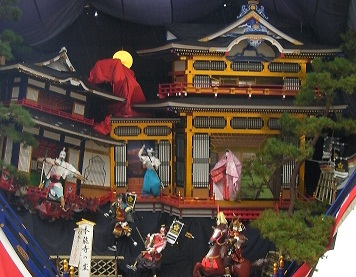
2010年度

- 2008年（平成20年） - 忠臣蔵討入りの段
- 2009年（平成21年） - 龍馬伝（寺田屋事件）
- 2010年（平成22年） - 本能寺の変（信長まさかのゲームオーバー）
- 2011年（平成23年） - 源平盛衰記
- 2012年（平成24年） - 屋島の合戦-扇の的
- 2013年（平成25年） - 一ノ谷の戦い-鵯越の逆落とし
- 2014年（平成26年） - 悲劇のヒーロー 源義経 弁慶の立往生
- 2015年（平成27年） - 川中島の合戦-上杉謙信vs武田信玄 一騎打ち
- 2016年（平成28年） - 日程を毎年10月第2日曜日から7月最終日曜日に変更

## エピソード
2008年（平成20年）10月11日に実施された「珠洲デカ曳山お披露目会」終盤に、曳山の心棒（車軸）が折れた。

## その他
- 2010年（平成22年）11月に公式パンフレットとポスターが完成。珠洲デカ曳山を支える有志、協賛店に配られる。
- 2011年（平成23年）9月に心棒（車軸）と下山（土台）を新しく加工、縦棒・横棒を補強した。
- 2013年（平成25年）2月に西村賢三によって「鵜島デカ曳山」の唄が出来る。
- 2014年（平成26年）9月、岩山（屋根）などを補強。ポスターを新調。

## NPO法人珠洲デカ曳山保存会の役員
- 理事長: 平蔵 歳吉
- 副理事長: 後坊 松男・辻口 勝雄
- 事務理事: 橋 昭市
- 理事: 石井 巌・越後 正一・大丸 順弘・大貫 善信・田崎 正彦・今井 欽次・山下 清一・矢野 好二
- 監事: 河端 毅・花谷 駿三郎
- 会計: 上浜 全吾

（この名簿は公式パンフレットに記載されています。）